# Yuna Ogura
Yuna Ogura (小倉由菜, Ogura Yona), née le 5 novembre 1998 dans la préfecture de Kanagawa, est une idole féminine, youtubeuse et une actrice pornographique. Elle débute en 2017 avec SOD star.